# Baines River
Baines River är ett vattendrag i Australien. Det rinner ut i Victoria River och ligger i territoriet Northern Territory, omkring 340 kilometer söder om territoriets huvudstad Darwin.
Trakten runt Baines River består i huvudsak av gräsmarker. Trakten runt Baines River är nära nog obefolkad, med mindre än två invånare per kvadratkilometer. Genomsnittlig årsnederbörd är 1 399 millimeter. Den regnigaste månaden är februari, med i genomsnitt 349 mm nederbörd, och den torraste är juni, med 1 mm nederbörd.